# Andreas Lichtenberger
Andreas Lichtenberger (geboren am 4. Februar 1970 in Achern) ist ein deutscher Schauspieler und Musicaldarsteller (Bariton).

## Biografie
Andreas Lichtenberger besuchte das Bernhard-Strigel-Gymnasium in Memmingen und sammelte am dortigen Schultheater erste Bühnenerfahrungen. Laut eigener Aussage war dies einer der Gründe für seinen Wunsch, einen Bühnenberuf zu ergreifen. In Stuttgart studierte er in der Abteilung Schauspiel an der Hochschule für Musik und Darstellende Kunst. Anschließend war er im Rahmen seines ersten Engagements sechs Jahre lang Teil des Ensembles in der Sparte Schauspiel der Staatstheater Stuttgart, wo er in etwa 30 Produktionen mitwirkte. Die erste war im Jahr 1996 die Barockoper King Arthur, in der er die Sprechrolle des Aurelius verkörperte.
2003 bewarb sich Andreas Lichtenberger erfolgreich für die Produktion des Musicals 42nd Street im Stuttgarter Apollo Theater und verließ die Staatstheater Stuttgart. Er übernahm die Rolle des Pat Danning und die Hauptfigur des Julian Marsh in der Zweitbesetzung. Als Sam war er 2004 Teil der Premierenbesetzung von Mamma Mia! im benachbarten Palladium Theater und 2007 auch im Essener Colosseum Theater. Zwischenzeitlich spielte er etwa in Anything Goes am Nationaltheater Mannheim den Moonface Martin. Auch an der Berliner Produktion von Mamma Mia! im Theater am Potsdamer Platz ab 2007 war Lichtenberger beteiligt, hier jedoch in der Rolle des Bill.
Im Jahr 2008 wechselte er nach Hamburg und spielte bei der Deutschlandpremiere von Tarzan in der Neuen Flora den Kerchak. Nach einer Spielzeit verließ Lichtenberger das Musical 2009 vorerst und war unter anderem als Axel Staudach in Ich war noch niemals in New York im Wiener Raimundtheater sowie als Edna Turnblad in Hairspray bei den Freilichtspielen Tecklenburg zu sehen. Im Juni 2013 kehrte er als Kerchak zu Tarzan zurück und zog im November mit der Produktion nach Stuttgart in das Apollo Theater. Dort spielte er bis zum Frühjahr 2014. Bei der Musicaltournee von Shrek spielte er 2014 und 2015 die Titelrolle. Es folgte ab April 2016 ein längeres Engagement bei Don Camillo & Peppone, zunächst im Theater von St. Gallen und später im Wiener Ronacher. Von Juni 2016 an bis zur Dernière am 28. August 2016 war Lichtenberger abermals bei Tarzan im Apollo Theater zu sehen. Im September 2017 kehrte er für ein weiteres Jahr – mit zwischenzeitlicher zweimonatiger Unterbrechung – als Kerchak zu Tarzan, nun im Oberhausener Metronom Theater, zurück. Da Tarzan am 23. September 2018 mit der Dernière in Oberhausen nach knapp zehn Jahren abgesetzt wurde, war Lichtenberger an allen drei Produktionen in Deutschland beteiligt. Bei Anatevka spielte er ab Mai 2019 den Tevje im Opernhaus von Magdeburg. Bei der Premiere der Neuinszenierung von Wicked in der Neuen Flora in Hamburg im September 2021 war Lichtenberger als Zauberer von Oz Teil der Besetzung.
Neben seiner Laufbahn auf der Bühne als Musicaldarsteller und Theaterschauspieler war Lichtenberger auch schon als Filmschauspieler tätig. So wirkte er 1996 in einer Rolle an dem Fernsehfilm Tödliche Wende von Nico Hofmann mit. 2003 war er Teil des Kinofilms Shots von Achim Hasenberg sowie 2004 des Fernsehfilms Mein Weg zu dir heißt Liebe von Thomas Berger. 2012 war er in der Episode Staub zu Staub der Fernsehserie SOKO Donau zu sehen. Regie führte bei dieser Episode Erhard Riedlsperger.
Lichtenberger ist verheiratet und lebt in Wien.

## Musik- und Sprechtheater (Auswahl)
- King Arthur, als Aurelius (Stuttgart/Staatstheater)
- 42nd Street, als Pat Danning und in Zweitbesetzung Julian Marsh (Stuttgart/Apollo Theater)
- Mamma Mia!, als Sam (Stuttgart/Palladium Theater und Essen/Colosseum Theater) und Bill (Berlin/Theater am Potsdamer Platz)
- Anything Goes, als Moonface Martin (Mannheim/Nationaltheater)
- Der Mann von La Mancha, als Don Quixote (Nürnberg/Staatstheater und St. Gallen/Theater)
- Tarzan, als Kerchak (Hamburg/Neue Flora, Stuttgart/Apollo Theater und Oberhausen/Metronom Theater)
- Ich war noch niemals in New York, als Axel Staudach (Wien/Raimundtheater)
- Jesus Christ Superstar, als Herodes (Wien/Ronacher)
- Kiss Me, Kate, als Fred Graham beziehungsweise Petruchio (Kittsee/Neues Schloss)
- Hairspray, als Edna Turnblad (Tecklenburg/Freilichtspiele)
- Jedermann, als Jedermann (Erfurt/Domstufen)
- Shrek – Das Musical, als Shrek (Tournee: Düsseldorf/Capitol Theater, Berlin/Admiralspalast, München/Kleine Olympiahalle, Zürich/Theater 11 und Wien/Stadthalle)
- Ein Käfig voller Narren, als Albin beziehungsweise Zaza (Magdeburg/Opernhaus)
- Don Camillo & Peppone, als Don Camillo (St. Gallen/Theater und Wien/Ronacher)
- Monty Python’s Spamalot, in verschiedenen Rollen (Merzig/Zeltpalast)
- Anatevka, als Tevje (Magdeburg/Opernhaus)
- Die Päpstin – Das Musical, als Vater beziehungsweise Papst (Fulda/Theater Hameln)
- Bonifatius – Das Musical, als Radbod und in Zweitbesetzung Bonifatius (Fulda/Schlosstheater)
- Wicked – Die Magie zwischen Gut und Böse, als Zauberer von Oz (Hamburg/Neue Flora)
- Der Glöckner von Notre Dame, als Erzdiakon Frollo (Wien, Ronacher)
- Rock Me Amadeus – Das Falco-Musical, als Horst (Wien, Ronacher)

## Filmografie
- 1996: Tödliche Wende (Fernsehfilm; Regie: Nico Hofmann)
- 2001: Die Vereinigung (Kurzfilm; Regie: Achim Hasenberg)
- 2003: Shots (Kinofilm; Regie: Achim Hasenberg)
- 2004: Mein Weg zu dir heißt Liebe (Fernsehfilm; Regie: Thomas Berger)
- 2011: Shots 1.2 (Kinofilm; Regie: Achim Hasenberg, gekürzte Version von Shots)
- 2012: SOKO Donau (Fernsehserie, Episode: Staub zu Staub; Regie: Erhard Riedlsperger)

## Diskografie
- 2008: Tarzan (CD, Studioaufnahme mit der Hamburger Besetzung)
- 2010: Ich war noch niemals in New York (CD, Studioaufnahme mit der Wiener Besetzung)
- 2017: Don Camillo und Peppone (CD, Livemitschnitt aus Wien)